# Savoir Adore
"Savoir Adore" é uma banda de indie pop do Brooklyn, Nova Iorque, fundado originalmente por Paul Hammer e Deidre Muro.. Em 2014, Deidre Muro decidiu deixar o projeto e Paul Hammer continuou o grupo, agora com a formação de Alex Foote (guitarras), Ben Marshall (bateria), Andrew Pertes (baixo) e Lauren Zettler (vocais / teclados).

## História
Inicialmente um auto-cunhado duo de "fantasy pop", Savoir Adore surgiu em uma sessão de gravação de quarenta e oito horas. Depois de assinar com a gravadora Cantora, eles lançaram, The Adventures of Mr. Pumpernickel and the Girl with Animals in her throat EP em 6 de Maio de 2008. Embora o grupo gravou seu único trabalho como um par, a dupla de vocalistas usa mais três integrantes para os shows ao vivo. Savoir Adore foram bem recebidas pela cena musical de Nova York, e eles lançaram um álbum de estréia full-length, In the Wooded Forest, em 2009.
Outros gravações incluem Machines EP (16 de maio de 2009), e Our Nature, lançado em 4 de junho de 2013. O seu single "Pop Goes The World" (um cover da canção de 1987 por Men Without Hats) foi lançado em 22 de fevereiro de 2012 e foi destaque em um comercial para Tide Pods.
Sua canção "Dreamers" foi usado em Pro Evolution Soccer 2013.
Para seu segundo álbum, a dupla lançou uma campanha de financiamento coletivo no Kickstarter e auto-lançou o álbum "Our Nature" em outubro de 2012. Seu single "Pop Goes The World" (um cover da canção de 1987 da banda Men Without Hats) foi lançado em 22 de fevereiro de 2012 e foi destaque em um comercial para Tide Pods. Em 2013, Deidre Muro casou-se com David Perlick-Molinari, um dos integrantes do grupo French Horn Rebellion. 
Após a turnê para divulgação de Our Nature, a parceria Muro e Hammer dissolveu-se em 2014. Hammer decidiu continuar o projeto com a colaboração de outros vocalistas. Para o álbum ele trabalhou com Leah Hayes, Lauren Zettler e Winslow Bright. Em agosto de 2016, a banda lançou "The Love That Remains". No primeiro semestre de 2016 formou-se uma nova banda ao vivo composta por Hammer, Alex Foote (guitarras), Ben Marshall (bateria), Andrew Pertes (baixo) e Lauren Zettler (vocais / teclados). O lançamento foi precedido pelo single "Giants". 

## Integrantes
- Paul Hammer (guitarras e vocais)
- Deidre Muro (teclados e vocais - 2007 a 2014)
- Alex Foote (guitarras)
- Ben Marshall (bateria)
- Andrew Pertes (baixo)
- Lauren Zettler (vocais / teclados)

### Membros de apoio
- Gary Atturio - baixo
- Tim McCoy - bateria

## Discografia

### Eps
- The Adventures of Mr. Pumpernickel and the Girl with Animals in her throat EP (2008)
- Bodies (2008)
- In the Woodest Forest (2009)

### Álbuns de estúdio
- We Talk Like Machines (2010)
- Our Nature (2013)
- Our Nature: The Remixes (2014)
- The Love That Remains (2016)[9]